# Bahía de Iquitos
La bahía de Iquitos o bahía del Itaya es el nombre que se da a una extensión del río Itaya que se agranda frente al ala este del Iquitos metropolitano, hasta su desembocadura en el río Amazonas.
La «bahía» no es propiamente una en el sentido clásico de la palabra, ya que la de Iquitos se encuentra en medio de la selva y sin ninguna conexión hacia algún cuerpo marítimo de agua, pero es el nombre que instituciones gubernamentales tan variadas entre sí como el Ministerio de Defensa, la Marina de Guerra o la Universidad Nacional de la Amazonía Peruana utilizan para referirse a este accidente morfológico.

## Historia
Los cambios bruscos que presentaban los cuerpos fluviales de la zona de la Gran Planicie siempre existieron, y las relaciones de San Pablo de Nuevo Napeanos (antecesor de Iquitos) en su parte oriental con el Amazonas e Itaya siempre fue movediza, ya en 1761 durante la existencia del Gobierno colonial español de Maynas, el misionero Manuel Uriarte en sus relatos describe que el Itaya se había engullido a buena parte de San Pablo.
Ya en tiempos de la República Peruana el espacio que ocupa la bahía era antes un tramo del río Amazonas, que separaba al malecón Tarapacá con la isla Iquitos. Las autoridades de la ciudad intentaban que el Amazonas no siga erosionando el  malecón, las situaciones más críticas se dieron en 1933, 1971 y 1972. A finales del siglo XX el problema había cambiado, de la erosión al alejamiento del Amazonas de la ribera iquiteña, paralelamente el Itaya que hasta el momento desembocaba más al este del Amazonas, también fue cambiando de curso hasta que se acercó más a Iquitos, en 1987 ya se había consumado el cambio de curso de ambos ríos, la Marina de Guerra mediante el Capitán de Corbeta A.P. Luis Amat y León Negri dio el siguiente comunicado:

Aquello, que era una amenaza patente, se ha ido convirtiendo desde entonces en una realidad irreversible. El río se va y parece no mostrar interés en regresar. La soñolienta ciudad debe decir/e un definitivo adiós, al menos por un tiempo imposible de calcular.

## Uso
La bahía de Iquitos se divide en dos, la parte que es propia del Malecón Tarapacá y por ende de uso turístico por donde se encuentran restaurantes u hostales flotantes, y esta conectado directamente a la Zona Monumental de Iquitos, y por otro lado la zona de puertos, siendo el principal el de Masusa. El área en su totalidad presenta comercio informal y sus aguas en gran parte se consideran contaminadas.
El Terminal Portuario de Iquitos, de donde parten navíos hacía Brasil y Colombia, tiene su bases de operaciones en la parte más septentrional de la bahía. En la parte cercana a la costa occidental de la bahía se encuentra el barrio de Belén. En lo que respecta a la política, la bahía está repartida entre los distritos de Punchana, Iquitos y Belén.

## Galería

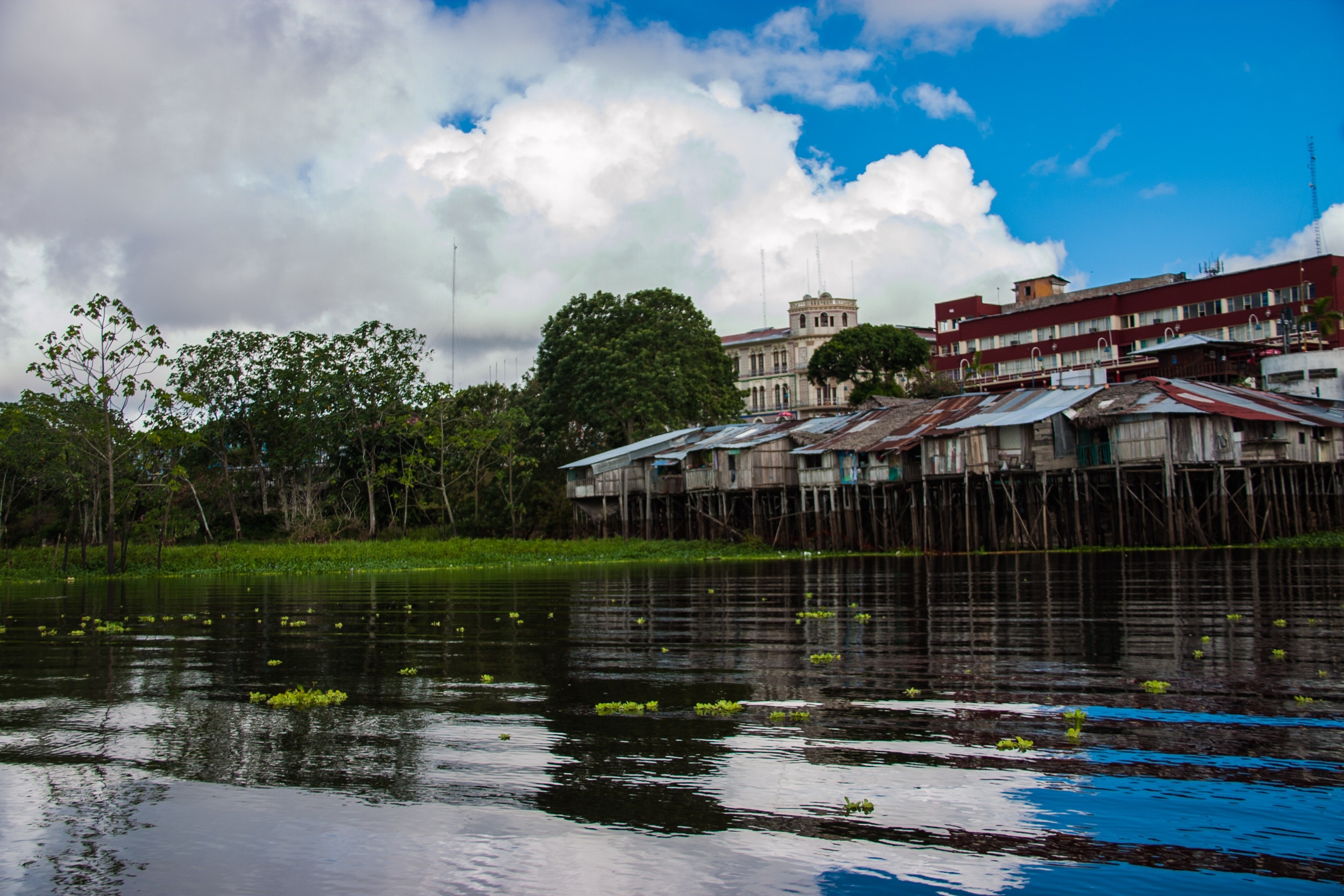
El Ex Hotel Palace frente a la bahía.
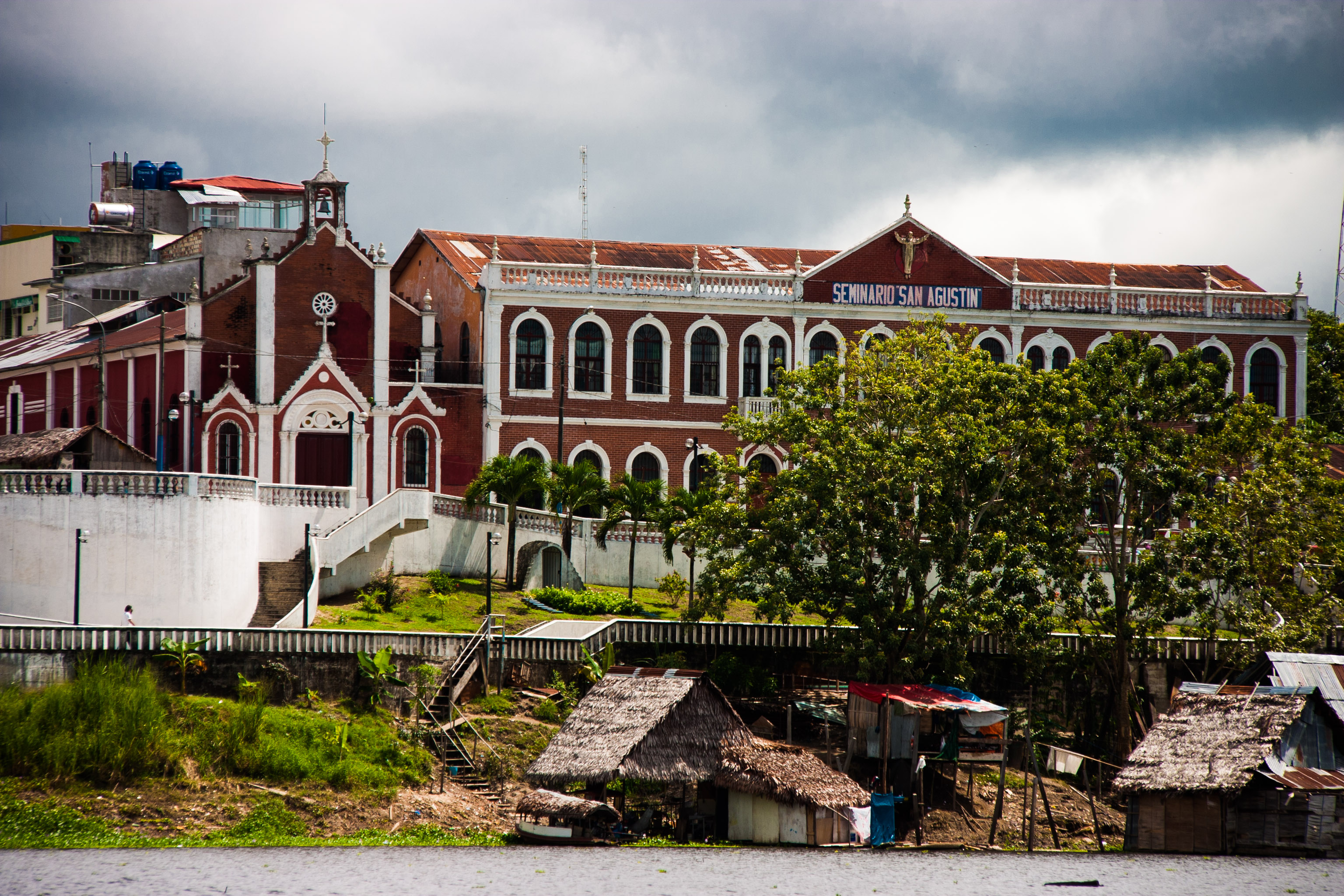
La Capilla de la Consolación y seminario San Agustín visto desde la bahía.
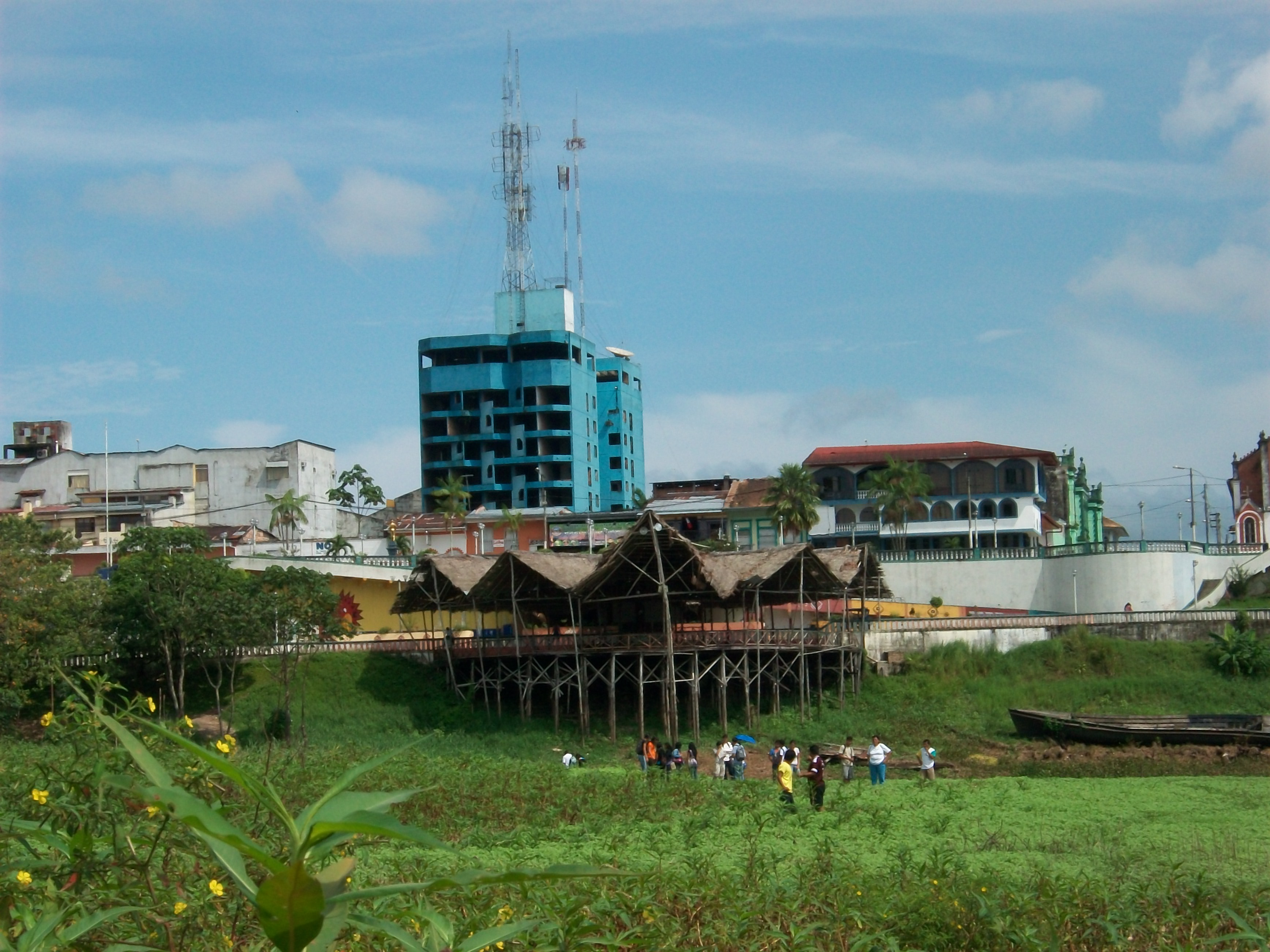
Los Antiguos Edificios del Seguro Social de Salud del Perú visto en la ribera de la bahía.
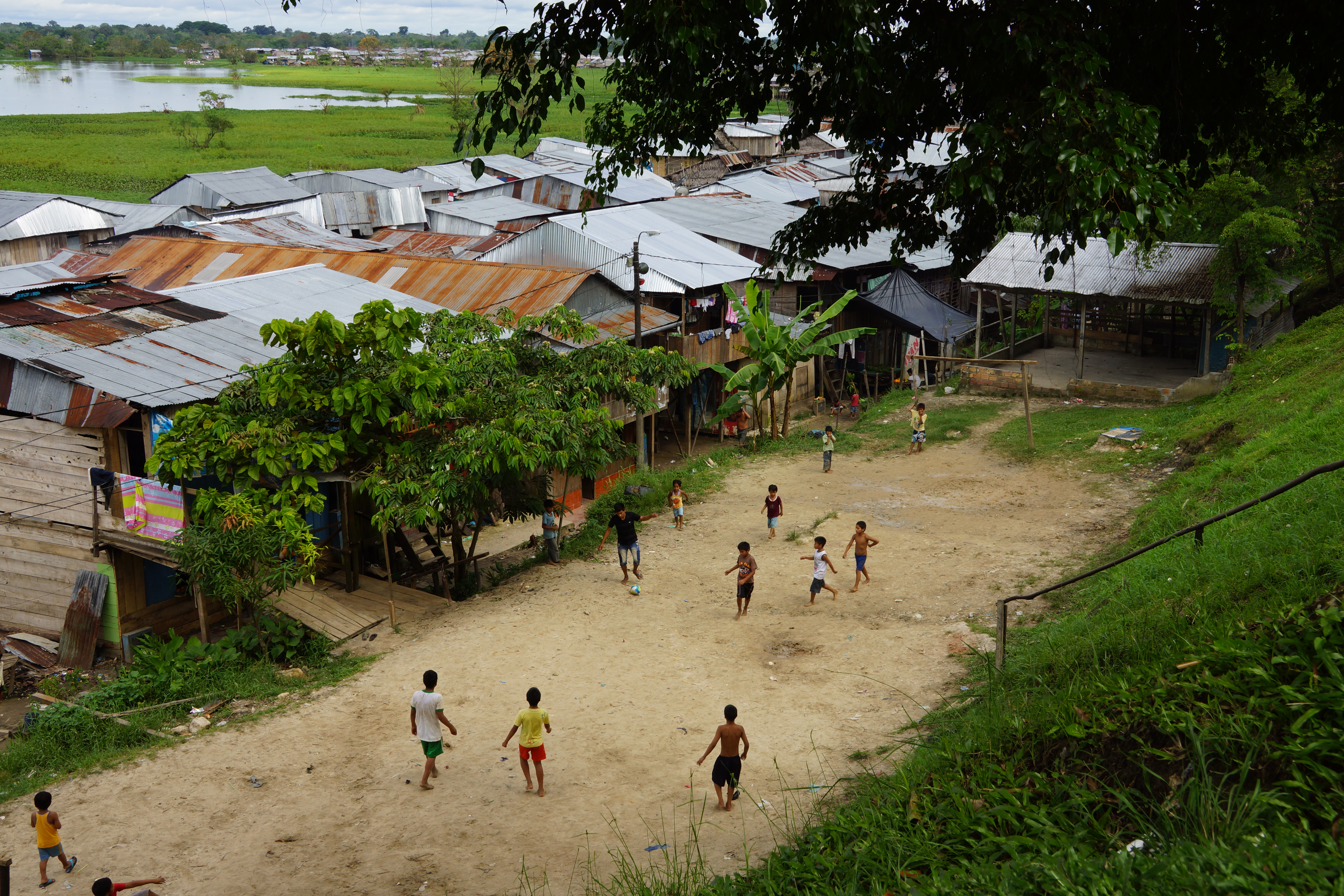
Niños jugando fútbol en el barrio de Belén, atrás se ve a la bahía.